# Senaspis apophysata
Senaspis apophysata är en tvåvingeart som först beskrevs av Mario Bezzi 1915.  Senaspis apophysata ingår i släktet Senaspis och familjen blomflugor.
Artens utbredningsområde är Madagaskar. Inga underarter finns listade i Catalogue of Life.